# 都市更新條例
《都市更新條例》為中華民國（臺灣）有關都市更新的條例，簡稱《都更條例》，其法律位階屬特別法。依據都市更新研究發展基金會 （页面存档备份，存于）的統計，2000年起，即有以該條例為適用條例的建案送交主管機關核准，到2020年年底為止，全臺灣核定重建事業案已累積至751件，總面積達242.70公頃。整建維護事業已核定至150件。

## 法令實施狀況
在台灣，更新條例的中央主管機關為內政部，內政部營建署設有都市更新組，專責處理都市更新業務；在直轄市主管機關為直轄市政府；在縣（市）主管機關為縣（市）政府。
就實務言，更新條例及其細則內文劃分了公辦程序與自辦程序兩者。

### 政府辦理（公辦）
1. 一般劃定：由政府主管機關就都市之發展狀況、居民意願、原有社經關係及人文特色等，進行調查及評估後劃定更新地區。
2. 優先劃定：建物老舊或居住環境惡劣，可能妨礙公共交通或安全者、古蹟或歷史建物等有保存價值者以及基於重大建設之目的者，得優先劃定為更新地區。
3. 迅行劃定：已發生或為預防天災人禍之發生以及配合重大建設者，得視實際情況，迅行劃為更新地區 。

### 民間辦理（自辦）
未經政府劃入都市更新之地區，得經當地土地所有權人及合法建物所有權人一定人數及權屬比例以上之同意，自行擬定都市更新事業計畫，申請劃入更新地區。
又分為原住戶自辦，與建商圈地。前者所需經費以土地向銀行抵押融資，後者則由建商以賣預售屋方式籌措。建商圈地常衍生出與部份原住戶不願意加入都更的糾紛，例如強拆民宅，或殺人刑案。